# أحمد الشيبي
أحمد العبد محمد الشيبي (1946 – ) طبيب وسياسي فلسطيني، كان وزيرًا للصحة ضمن حكومة ياسر عرفات الخامسة، ومحافظًا لمحافظة خان يونس بين عامي 2014 و2023.

## الحياة العملية
- في 26 أكتوبر 1999، عُين عضوًا في مجلس أمناء جامعة الأزهر في غزة.[4]
- في 29 أكتوبر 2002، عُين وزيرًا للصحة في حكومة ياسر عرفات الخامسة والتي استمرت حتى 30 مارس 2005.[1]
- في 9 مارس 2003، عُين أمينًا عامًا للجنة الصحية العليا.[5]
- في 5 سبتمبر 2003، عُين عضوًا في اللجنة الوطنية الفلسطينية للقانون الدولي الإنساني.[6]
- في 10 مايو 2007، عُين مستشارًا للرئيس محمود عباس للشؤون الصحية وبدرجة وزير.[7]
- في 2 يوليو 2014، عُين محافظًا لمحافظة خان يونس.[2]
- في 10 أغسطس 2023 أحاله الرئيس محمود عباس للتقاعد.[3]

## أوسمة
في 17 أغسطس 2023، منحه الرئيس محمود عباس نجمة الاستحقاق من وسام دولة فلسطين، وسلمهم إياه خلال لقاءه لتكريم المحافظين المحالين للتقاعد في 20 أغسطس 2023.